# Ben Gardane
Ben Gardane o Ben Guerdane (àrab: بنقردان, Binqardān o بن ڤردان, Bin Qardān, pronunciat localment Ben Gardān) és una ciutat del sud de Tunísia, a la governació de Médenine. La seva població era de 79.912 habitants, el 2014. És seu també d'una delegació amb una població de 79.912 habitants (2014).

## Economia
Destaca el seu mercat de productes vinguts de Líbia, essent el més popular la gasolina, que el govern tunisià tolera que es vengui, ja que és de bona qualitat i baix preu. És la darrera gran ciutat abans de la frontera. Té molt proper el port d'El Morchidia i el jaciment arqueològic de Henchir Mastoura. A la delegació hi viuen més de 15.000 dromedaris.

## Administració
És el centre de la delegació o mutamadiyya, amb codi geogràfic 52 54 (ISO 3166-2:TN-12), dividida en dotze sectors o imades:
- Ben Guerdane Nord (52 54 51)
- Ben Guerdane Sud (52 54 52)
- Essayah (52 54 53)
- Jamila (52 54 54)
- El Mâamerat (52 54 55)
- El Amria (52 54 56)
- Ettabaï (52 54 57)
- Ourasnia (52 54 58)
- Jallel (52 54 59)
- Neffatia (52 54 60)
- Chahbania (52 54 61)
- Chareb Errajel (52 54 62)

Al mateix temps, forma una municipalitat o baladiyya, amb codi geogràfic 52 13.